# Epiphragma (Epiphragma) mephistophelicum
Epiphragma (Epiphragma) mephistophelicum is een tweevleugelige uit de familie steltmuggen (Limoniidae). De soort komt voor in het Neotropisch gebied.